# آنتکینوس سرخاکستری
آنتکینوس سرخاکستری (نام علمی: Antechinus argentus) نام یک گونه از سرده انتیکاینس است.